# Guillaume Grimard
Guillaume Grimard (18 februari 1999) is een Belgische atleet die actief is op de lange afstand en het veldlopen. Hij werd tweemaal Belgisch kampioen.

## Loopbaan
Grimard nam in 2016 op de 3000 m deel aan de Europese kampioenschappen U18 in Tbilisi. Hij gaf op in de rechtstreekse finale. In 2021 nam hij op de 5000 m deel aan de Europese kampioenschappen U23 in Tallinn. Hij werd negende in de rechtstreekse finale.
Grimard nam enkele malen deel aan de Europese kampioenschappen veldlopen. Bij de U23 werd hij in 2021 vijfde. Bij de senioren werd hij in 2023 35e. In het seizoen 2023-24 won hij de Crosscup.
Grimard werd in 2024 voor het eerst in een persoonlijk record Belgisch kampioen op de 10.000 m. De tijd was echter onvoldoende voor deelname aan de Europese kampioenschappen later dat jaar in Rome.

## Belgische kampioenschappen
| Onderdeel | Jaar |
| --------- | ---- |
| 5000 m    | 2025 |
| 10.000 m  | 2024 |

## Persoonlijke records
| Onderdeel | Prestatie | Datum           | Plaats    |
| --------- | --------- | --------------- | --------- |
| 3000 m    | 7.54,80   | 6 augustus 2022 | Kessel-Lo |
| 5000 m    | 13.20,05  | 9 augustus 2025 | Oordegem  |
| 10.000 m  | 28.34,54  | 8 mei 2024      | Kessel-Lo |

## Palmares

### 3000 m
- 2016: DNF EK U18 in Tbilisi

### 5000 m
- 2021: 9e EK U23 in Tallinn - 14.04,37
- 2024:  BK AC - 13.47,54
- 2025:  BK AC - 14.00,13

### 10.000 m
- 2024:  BK AC in Kessel-Lo - 28.34,54
- 2025:  BK AC in Duffel - 29.12,22

### veldlopen
- 2019: 21e EK U23 in Lissabon
- 2021: 5e EK U23 in Dublin
- 2023:  BK in Laken
- 2023: 35e EK in Laken
- 2024:  Crosscup